# Natação artística no Campeonato Mundial de Esportes Aquáticos de 2023 - Rotina livre dueto

A competição de natação artística na categoria de rotina livre dueto no Campeonato Mundial de Esportes Aquáticos de 2023 fora realizada nos dias 18 e 20 de julho de 2023 na Marine Messe Fukuoka em Fukuoka, no Japão. Ao todo, 37 Comitês Olímpicos Nacionais estavam previstos para participarem do evento em duplas, totalizando 74 atletas.

## Cronograma
Todos os horários estão na Hora Legal Japonesa (UTC+09).
| Data        | Hora  | Evento        |
| ----------- | ----- | ------------- |
| 18 de julho | 09:00 | Eliminatórias |
| 20 de julho | 19:20 | Final         |

## Formato da competição
A competição consiste em duas rodadas: preliminar e final. As 12 melhores duplas avançam até a final e aquela com o melhor tempo garante a medalha de ouro. 

## Medalhistas
| Ouro                                                     | Prata                            | Bronze                              |
| Áustria · Anna-Maria Alexandri · Eirini-Marina Alexandri | China · Wang Liuyi · Wang Qianyi | Japão · Moe Higa · Mashiro Yasunaga |

## Resultados
| Pos. | CON                                          | Nadadoras      | Eliminatória  | Eliminatória  | Final         | Final         |
| Pos. | CON                                          | Nadadoras      | Pontos        | Pos.          | Pontos        | Pos.          |
| ---- | -------------------------------------------- | -------------- | ------------- | ------------- | ------------- | ------------- |
| 1    | Anna-Maria Alexandri Eirini-Marina Alexandri | Áustria        | 251.4313      | 1             | 255.4583      | 1             |
| 2    | Wang Liuyi Wang Qianyi                       | China          | 184.7208      | 9             | 255.2480      | 2             |
| 3    | Mashiro Yasunaga Moe Higa                    | Japão          | 178.1583      | 11            | 249.5167      | 3             |
| 4    | Shelly Bobritsky Ariel Nassee                | Israel         | 225.1625      | 4             | 236.1334      | 4             |
| 5    | Isabelle Thorpe Kate Shortman                | Reino Unido    | 184.6145      | 10            | 226.4834      | 5             |
| 6    | Vladyslava Aleksiyiva Maryna Aleksiyiva      | Ucrânia        | 251.0981      | 2             | 224.6375      | 6             |
| 7    | Megumi Field Ruby Remati                     | Estados Unidos | 225.9459      | 3             | 209.5187      | 7             |
| 8    | Marloes Steenbeek Bregje de Brouwer          | Países Baixos  | 217.6916      | 6             | 206.0396      | 8             |
| 9    | Lucrezia Ruggiero Linda Cerruti              | Itália         | 213.6813      | 7             | 200.0751      | 9             |
| 10   | Sofia Malkogeorgou Evangelia Platanioti      | Grécia         | 173.0249      | 12            | 189.4291      | 10            |
| 11   | Iris Tió Alisa Ozhogina                      | Espanha        | 223.1792      | 5             | 175.7437      | 11            |
| 12   | Anastasia Bayandina Eve Planeix              | França         | 193.7375      | 8             | 170.0542      | 12            |
| 13   | Lee Ri-young Hur Yoon-seo                    | Coreia do Sul  | 169.6645      | 13            | Não avançaram | Não avançaram |
| 14   | Leila Marxer Noemi Büchel                    | Liechtenstein  | 168.4124      | 14            | Não avançaram | Não avançaram |
| 15   | Cheila Vieira Maria Gonçalves                | Portugal       | 167.1750      | 15            | Não avançaram | Não avançaram |
| 16   | Laura Miccuci Gabriela Regly                 | Brasil         | 165.2500      | 16            | Não avançaram | Não avançaram |
| 17   | Ziyodakhon Toshkhujaeva Diana Onkes          | Uzbequistão    | 159.7541      | 17            | Não avançaram | Não avançaram |
| 18   | Susana Rovner Klara Bleyer                   | Alemanha       | 148.8394      | 18            | Não avançaram | Não avançaram |
| 19   | Estefania Roa Melisa Ceballos                | Colômbia       | 145.4605      | 19            | Não avançaram | Não avançaram |
| 20   | Hana Hiekal Malak Toson                      | Egito          | 144.0021      | 20            | Não avançaram | Não avançaram |
| 21   | Yasmin Tuyakova Arina Pushkina               | Cazaquistão    | 141.8146      | 21            | Não avançaram | Não avançaram |
| 22   | Zoe Poulis Georgia Courage-Gardiner          | Austrália      | 139.7875      | 22            | Não avançaram | Não avançaram |
| 23   | Mikayla Morales Kyra Hoevertsz               | Aruba          | 138.4396      | 23            | Não avançaram | Não avançaram |
| 24   | Angelika Bastianelli Blanka Barbócz          | Hungria        | 135.5583      | 24            | Não avançaram | Não avançaram |
| 25   | Supitchaya Songpan Pongpimporn Pongsuwan     | Tailândia      | 134.4812      | 25            | Não avançaram | Não avançaram |
| 26   | Dalia Penkova Sasha Miteva                   | Bulgária       | 132.2832      | 26            | Não avançaram | Não avançaram |
| 27   | Eden Worsley Eva Morris                      | Nova Zelândia  | 127.0959      | 27            | Não avançaram | Não avançaram |
| 28   | Jess Pretorius Laura Strugnell               | África do Sul  | 121.1624      | 28            | Não avançaram | Não avançaram |
| 29   | Agustina Medina Lucía Pérez                  | Uruguai        | 120.6291      | 29            | Não avançaram | Não avançaram |
| 30   | Luisina Caussi Tiziana Bonucci               | Argentina      | 120.1125      | 30            | Não avançaram | Não avançaram |
| 31   | Nika Seljak Karin Pesrl                      | Eslovênia      | 117.5188      | 31            | Não avançaram | Não avançaram |
| 32   | Karolína Klusková Aneta Mrázková             | Chéquia        | 115.5354      | 32            | Não avançaram | Não avançaram |
| 33   | Dayaris Varona Gabriela Alpajón              | Cuba           | 112.3021      | 33            | Não avançaram | Não avançaram |
| 34   | Esmanur Yirmibeş Nil Talu                    | Turquia        | 105.6480      | 34            | Não avançaram | Não avançaram |
| 35   | Maria Alfaro Anna Mitinian                   | Costa Rica     | 99.5604       | 35            | Não avançaram | Não avançaram |
| 36   | Chau Cheng Han Ao Weng I                     | Macau          | 94.0439       | 36            | Não avançaram | Não avançaram |
| 37   | Joana Jiménez Nuria Diosdado                 | México         | Não iniciaram | Não iniciaram | Não iniciaram | Não iniciaram |